# Доходный дом купца Первушина
Доходный дом купца Е. И. Первушина — особняк на углу улицы 8 Марта и улицы Радищева в Екатеринбурге, построенный в 1906 году по проекту архитектора Павла Заруцкого.

## История здания
В 1905 году Екатеринбургская городская управа удовлетворяет прошение местного купца Евгения Ивановича Первушина «О разрешении согласно прилагаемого проекта построить двухэтажное каменное здание на усадьбе на углу Уктусской и Отрясихинской улицы». Особняк был построен в 1906 году по проекту архитектора Павла Заруцкого, а заказчиком строительства выступил купец второй гильдии Евгений Первушин, представитель династии мукомолов. К концу XIX века братья Первушины, сыновья крепостного крестьянина Ивана Первушина, получившего вольную и разбогатевшего, владели собственными мельницами и продуктовыми лавками. Они успешно торговали, проводили модернизацию производства, увеличивали объёмы и качество производимой муки. В 1904 году они получили Большой золотой крест на Всемирной продуктовой выставке в Брюсселе. Дела у купцов шли хорошо, и новый доходный дом должен был стать выгодной инвестицией.
После завершения строительства второй этаж доходного дома был сдан в аренду Екатеринбургскому уездному казначейству, находившемуся там вплоть до 1917 года. А также там разместился Екатеринбургский уездный суд и местное присутствие по воинской повинности. В 1919 году купец с сыновьями покинули Екатеринбург с отступающими войсками адмирала А. В. Колчака, и дальнейшая их судьба остаётся неизвестной.

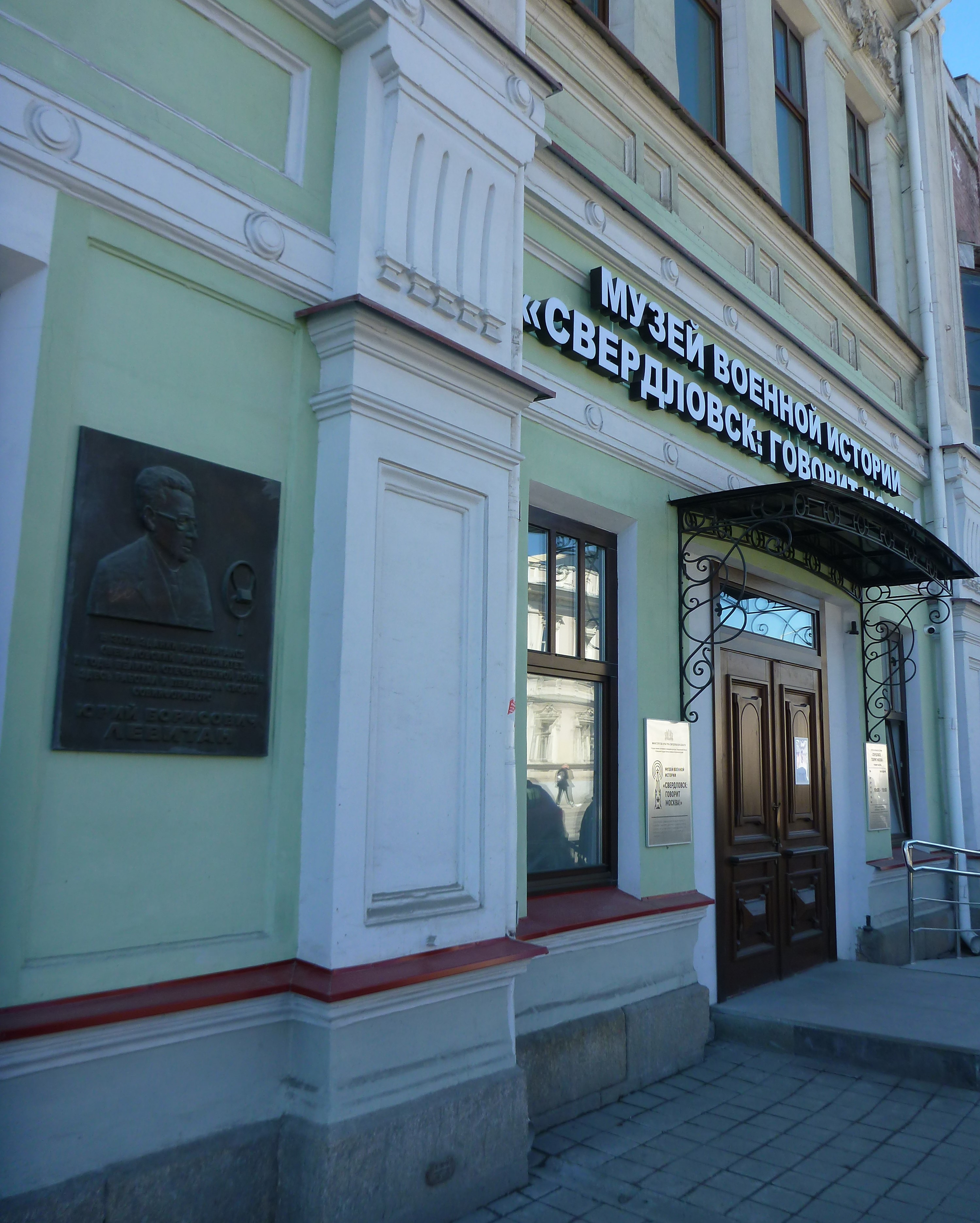
Музей военной истории в доходном доме купца Первушина (фото 2021 года)

В этом здании в годы Великой Отечественной войны с осени 1941 года по весну 1943 года работал легендарный радиодиктор Юрий Борисович Левитан. В подвальном помещении дома располагался Свердловский радиокомитет, откуда Левитан передавал сводки Совинформбюро. Таким образом, знаменитые слова «Внимание, говорит Москва!» на самом деле звучали из Свердловска.
Эвакуация Левитана в Свердловск проходила в атмосфере строжайшей секретности, которая была снята уже после окончания войны. В течение двух лет его всюду сопровождали вооружённые сотрудники НКВД в штатском, ему не позволяли гулять по городу и лишь ночью он мог выйти подышать воздухом. В эти годы Левитан очень много работал, часто оставался ночевать в радиорубке. По свидетельствам современников, он был неприхотлив, спал на узкой железной койке, а в свободное время озвучивал киножурналы на Свердловской киностудии. В феврале 1943 года Левитан переехал в Куйбышев, где была построена самая мощная в Союзе радиостанция. Оставшаяся в Свердловске радиоточка ещё долго служила уральцам. На здании установлена мемориальная доска в память о работе Юрия Борисовича Левитана в годы Великой Отечественной войны.
После войны особняк сдавался под конторы и жильё. К концу 1990-х здание окончательно обветшало. В 2011 году особняк Первушина реконструировали. Восстановили двери, ограждение лестницы, рисунок оконных переплётов, лепнину и освежили фасад. С 2004 года здание занимает ГУП СО «Газовые сети».

## Архитектура
Двухэтажный дом с мансардным этажом и подвалом расположен на углу улицы 8 Марта и улицы Радищева. Г-образное здание с южным и восточным фасадом. Главный вход и объём эркера опирается на мощные консоли и увенчанный купол. Композиция дома подчеркнуты вытянутым объёмом эркера, декорированными куполами, пилястрами и фронтонами. По горизонтали фасада имеются межэтажные карнизы и довольно крутой наружный скат мансардной крыши и купола с флюгерами. Восточный фасад асимметричен, при этом вторая часть фасада симметрична с центральной осью, подчёркнутой ризалитом и куполом. Южный фасад симметричен к центральной оси входной группы, состоящей из пилястр, арочного окна лестничной клетки и купола. На фасадах — декор в «барочных» формах с рисунком, другие архитектурные элементы: филенчатые рельефы, лепнина в виде волют, гирлянд и акротериев. Декором выделяется объём углового эркера, наличник окна, консоли, углы, простенки и фронтон. Все декорированные детали лицевых фасадов выделены цветом, наружный скат кровли и куполов покрыт «под черепицу». Планировка дома выстроена как жилой дом с магазинами на первом этаже, поэтому значительную часть площади первого этажа занимали торговые залы, а помещения первого и второго этажей были изолированы друг от друга.

## Памятник
Здание является памятником градостроительства и архитектуры регионального значения. Решением Свердловского облисполкома № 16 от 11 января 1980 года Здание казначейства, украшенного художественной лепкой, имеющего шатровые покрытия и железную кровлю в форме черепицы было включено в Государственный список памятников истории и культуры Свердловской области и поставлено на государственную охрану. Постановлением Правительства Свердловской области № 1056-ПП от 29.10.2007 года в учётной записи было изменено наименование объекта на Доходный дом купца Е.И.Первушина и адрес с г. Свердловск, ул. 8 марта 26 на г.Екатеринбург, ул. 8 Марта 28/ул.Радищева 2.

## Галерея
|  |  |  |  |  |
|  |  |  |  |  |